# Cyphia reducta
Cyphia reducta är en klockväxtart som beskrevs av Franz Elfried Wimmer. Cyphia reducta ingår i släktet Cyphia, och familjen klockväxter. Inga underarter finns listade i Catalogue of Life.